# Shade (album de Living Colour)
Pour les articles homonymes, voir Shade.
Albums de Living Colour
The Chair In The Doorway
(2009)
Shade est le sixième album studio du groupe Living Colour. La sortie est prévue le 8 septembre 2017. Le premier single, Come On, est diffusé en juin 2017.
Le chanteur Corey Glover décrit l'album comme une exploration de la musique blues par Living Colour.
L'album contient une reprise de Preachin’ Blues de Robert Johnson, une reprise de Who Shot Ya de The Notorious B.I.G. et une reprise de Inner City Blues de Marvin Gaye.

## Liste de titres
- Freedom of Express (F.O.X.)
- Preachin’ Blues, reprise de Robert Johnson
- Come On
- Program
- Who Shot Ya, reprise de The Notorious B.I.G.
- Always Wrong
- Blak Out
- Pattern In Time (Skin In The Game)
- Who’s That
- Glass Teeth
- Invisible
- Inner City Blues, reprise de Marvin Gaye
- Two Sides

## Musiciens
- Corey Glover : chant
- Vernon Reid : guitare
- Doug Wimbish : basse
- Will Calhoun : batterie